# ميشيل روبن
ميشيل روبن (بالفرنسية: Michel Robin)‏ هو ممثل فرنسي، ولد في 13 أكتوبر 1930 برانس في فرنسا.

## الأعمال

### أفلام
| السنة | العنوان           | الدور                    |
| ----- | ----------------- | ------------------------ |
| 1971  | لا تنجينا من الشر | ليون                     |
| 2001  | أميلي             | السيد كولينيون           |
| 2004  | خطوبة طويلة جدا   | رجل عجوز في ساحة المعركة |
| 2012  | لم ترو شيء بعد    | الخادم                   |
| 2012  | وداعا ملكتي       | جاكوب نيكولاس مورو       |

## وصلات خارجية
- ميشيل روبن على موقع IMDb (الإنجليزية)
- ميشيل روبن على موقع روتن توميتوز (الإنجليزية)
- ميشيل روبن على موقع ألو سيني (الفرنسية)
- ميشيل روبن على موقع أول موفي (الإنجليزية)
- ميشيل روبن على موقع قاعدة بيانات برودواي على الإنترنت (الإنجليزية)
- ميشيل روبن على موقع قاعدة بيانات الأفلام السويدية (السويدية)
- ميشيل روبن على موقع قاعدة بيانات الفيلم (الإنجليزية)
- ميشيل روبن على موقع كينوبويسك (الروسية)